# Акциденция
Акциде́нция (лат. accidentia — случайно появляющееся) — философский термин, введенный в его греческом варианте (греч. συμβεβηκός) Аристотелем и обозначающий случайное, почти всегда несущественное свойство вещи.
В философии акциденция противопоставляется сущности (субстанции) и означает происшедшие от некоторого процесса случайности, свойства и назначения которых не принадлежат к постоянному, неизменному составу свойств сущности и могут поэтому в нём отсутствовать или изменяться, не препятствуя тому, чтобы сущность (вещь сама по себе) не переставала быть тем, что она есть.
Термин «акциденция» имел важное значение в христианской философии, объясняя парадокс ответственности Бога за все происходящее на Земле. Как только Бог дал миру право на жизнь, то тот, начав самостоятельно существовать, получил новые, часто несущественные свойства. Тем самым миру и человечеству была дана свобода, а с ней и неопределенность, возможность выбора.
В арабо-мусульманской философии акциденция выражается терминами «‘арад», «‘арид». На ранних этапах развития калама под арадом понимались количественные и качественные характеристики тела. Восточные перипатетики (фаласифа) термином арад обозначали девять Аристотелевых категорий, следующих за категорией «субстанция» (джаухар) — «количество», «качество», «отношение», «где?», «когда?», «положение», «обладание», «действие», «претерпевание действия». Кроме этого этим словом они обозначали одно из пяти «общих высказываний», среди которых «род», «вид», «различающий признак» и «собственный признак». На поздних этапах развития калама, когда эта наука смешалась с восточным перипатетизмом (фалсафа), одни и те же авторы употребляли термин арад во всех указанных значениях.
Термин «акциденция» используют в издательском деле, в полиграфии и в книжной графике. Этим словом называют разовые, наиболее сложные работы, требующие специального подхода, навыков, оборудования и технологии, например создание художественных афиш, плакатов, эстампов. Отсюда так называемые акцидентные работы — создание дополнительных элементов оформления книги: рисованных виньеток, заставок, буквиц, бордюров (обобщённое название: политипажи).